# Andjeti
Andjeti of Anedjti is een god van de Egyptische mythologie.

## Mythologische rol
De naam van de god betekent: “Hij van Andjet”.. Andjet of Djedoe (Grieks: Busiris) was de stad waar Andjeti werd aanbeden. De stad Busiris was de 9e nome van Neder-Egypte.
Andjeti wordt beschouwd als een van de eerste Oud-Egyptische goden vermoedelijk al aanbeden in de Proto-dynastieke Periode.
In de piramideteksten wordt de dode koning o.a. geïdentificeerd met Andjeti. Het is mogelijk dat een dode koning van Busiris vergoddelijkt is in de vorm van Andjeti of dat Andjeti staat voor het koningschap. Ook had de god een rol als vruchtbaarheidsgod.

## Verschijning
De god werd aangebeden als een man, in een antropomorfe vorm. Vanaf de 4e dynastie van Egypte werd de god afgebeeld met een “witte kroon” met veren eraan. De god is een van de voorlopers van Osiris, d.w.z. zijn attributen en karakter werd overgenomen in die van Osiris. Net zoals Osiris wordt hij afgebeeld met een heka-scepter, een nekhakha-vlegel en een Atefkroon. Sneferoe, farao van de 5e dynastie van Egypte, werd afgebeeld met de kroon van Andjeti.

## Aanbidding
De vermelding van Andjeti in de piramideteksten duidt op het feit dat de god werd aanbeden in Neder-Egypte. De god werd ook na de assimilatie met Osiris aanbeden. In de tempel van Seti I werd de god aanbeden als Andjeti-Osiris.
Aker · Amaoenet · Ammit · Amenhotep, zoon van Hapoe · Amon · Amon-Re · Amset · Anat · Andjeti · Anhoer · Anubis · Anoeket · Apedemak · Apepi · Apis · Arensnuphis · Astarte · Atoem · Aton · Baäl · Baälat · Bat · Banebdjedet · Bastet · Benben · Benoe · Bes · Buchis · Chentiamentioe · Chepri · Chons · Doeamoetef · Geb · Hapy (Nijlgod) · Hapy (zoon van Horus) · Harmachis · Harpocrates · Hathor · Hatmehyt · Heh en Hehet · Heka · Heket · Herisjef · Hesat · Horus · Hoe · Iaret · Imhotep · Ishtar · Isis · Isis-Sothis · Kebehsenoef · Kek · Chnoem · Maät · Mandulis · Mentoe · Meretseger · Mesechenet · Min · Miysis · Mnevis · Moet · Naoenet · Nechbet · Nechen en Pe · Nefertem · Neith · Nennoe · Nephthys · Noen · Noet · Osiris · Pachet · Ptah · Qetesh · Ra · Renenoetet · Renpit · Resjef · Satet · Sechmet · Selket · Serapis · Sesjat · Seth · Sjoe · Sobek · Sokaris · Sopdet · Ta-Bitjet · Tabh · Tatenen · Taweret · Tefnoet · Thoth · Wadjet · Wepwawet · Werethekaoe ·